# 塩川優一
塩川 優一（しおかわ ゆういち、1918年（大正7年）6月27日 - 2016年（平成28年）4月28日）は、日本の内科学者である。

## 経歴・人物
兵庫県神戸市に生まれる。東京帝国大学医学部（現在の東京大学大学院医学系研究科・医学部）卒業後は、第二次世界大戦により従軍しビルマ等で軍医として活動した。戦後の1946年（昭和21年）に帰国し、その後は母校附属の第2内科に勤務した。1955年（昭和30年）には順天堂大学の助教授として活動し、1964年（昭和39年）には教授に昇格する。1969年（昭和44年）には同大学に膠原病を専門とした内科の開業に携わり、1979年（昭和54年）には順天堂大学医学部附属順天堂病院の院長も務めた。
1985年（昭和60年）にはナトメック七里病院の院長を務め、1987年（昭和62年）には日本リウマチ財団の設立に携わり後に2002年（平成14年）まで理事長を務める。また同時期にエイズサーヴェイランス委員会の委員長も兼任し、薬害エイズ事件においては初めにエイズに感染した患者がその事件に関与していたことを認定したことに批判された。

## 著書
- 『膠原病・リウマチ学』
- 『私の「日本エイズ史」』
- 『菊兵団 軍医のビルマ日記』